# 国鉄シキ200形貨車
国鉄シキ200形貨車（こくてつシキ200がたかしゃ）は、日本鋼管（現JFEエンジニアリング）が日本国有鉄道（国鉄）鶴見線で溶けた銑鉄を輸送する目的で、構内輸送用の混銑車を国鉄の車籍に編入した大物車である。初代と2代のシキ200形が存在するが、類似しており同じ項目で説明する。
日本鋼管では、浅野駅のそばに鶴見製鉄所を、浜川崎駅のそばに川崎製鉄所を運営していた。鶴見製鉄所には高炉がなく、その平炉で使用する銑鉄は川崎製鉄所の高炉で生産したものを利用していた。艀や自動車で冷えた状態の銑鉄（冷銑）を輸送していたが、1949年（昭和24年）に重油節約の目的で高炉から出した溶けた状態のままの溶銑の輸送に切り替えることになり、構内で溶銑輸送に用いられていた混銑車を国鉄の車籍に編入して鶴見線での輸送に用いることになった。
初代のシキ200形は、1949年（昭和24年）10月-11月にシキ200 - シキ204の5両、さらに1951年（昭和26年）6月にシキ205・シキ206の2両の合計7両が国鉄の車籍に編入された。しかし同年12月10日に7両すべてが一旦車籍から外れた。また初代は浅野造船所（1940年（昭和15年）に日本鋼管と合併）製である
2代のシキ200形は1953年（昭和28年）2月6日にシキ200 - シキ205の6両が車籍編入された。さらにその後1964年（昭和39年）11月30日に、損耗したシキ200・シキ204の補充としてシキ206・シキ207が日本車輌製造支店で製造された。1964年に追加製造された2両は形態が異なっているが、それ以外の初代と2代の車両の形態は同じである。初代と2代の番号の対照は不明である。
1964年製の2両以外は、全長は6,200 mmで自重は約14 トン、荷重は35 トンの車両である。1964年製の2両は全長は6,900 mmで、溶銑の搭載量を20 トン以下に限定する確認書を提出することで、荷重30 トンに改定された。また、この2両は国鉄除籍後に構内輸送で75 トン混銑車として使用することができる設計となっている。どちらも二軸台車を2台備えたボギー車で、車体中央部に低床部を備えており、ここに溶銑を入れた取鍋を搭載する。取鍋の回転軸を支える受け台が車体側に取り付けられており、ここに取鍋をクレーンで脱着していた。構内輸送では通常は蓋をせずに輸送しているが、鶴見線での輸送時には必ず蓋をしていた。ブレーキは、1964年製の2両はKD254形空気ブレーキを装備していたが、それ以外は空気ブレーキの配管があるだけでブレーキシリンダーを搭載しておらず、この車両に対して制動力を作用させることはできなかった。
溶銑を入れる取鍋は鋼板で製作された巨大なバケツのような構造物で、容積は4.5 立方メートル、自重6.2 トンでこれに保温材として石綿（アスベスト）や耐火煉瓦などが合計6.8 トン巻かれており、合わせて13 トンであった。1,400 度の溶銑を最大23.5 トン搭載する。取鍋自体も鉄道の貨物としては荷重に含めて考えられるので、本形式の荷重は35 トン（1964年製の2両は30 トン）とされている。
運用は、積車時10 km/h、空車時30 km/hに制限して行われ、当初は夜間に限定して運転されていた。1950年（昭和25年）1月までは2両編成、以降は3両編成で運転され、軸重の関係上前後に冷銑を搭載した無蓋車を連結していた。1953年（昭和28年）以降の2代目のシキ200形を使用した運転では積車時15 km/hに向上した。1955年（昭和30年）8月からは昼間輸送が開始され、浜川崎12時28分発、浅野12時54分着のダイヤで運転されていた。
2代のシキ200・シキ204は1965年（昭和40年）3月15日に廃車となった。これを代替したシキ206・シキ207も同年12月11日には除籍されて、当初の予定通り構内輸送用に転用されたものとされている。それ以外の4両は、1973年（昭和48年）頃まで在籍していたが、あまり使用されずに保管されており、高炉の休止時など必要なときだけ運行されていた。